# سد حراض
سد حُرَاض أحد سدود مكة المكرمة التاريخية.

## الوصف
يقع السد في وادي حراض على بعد 2 كم من النقطة التي يلتقي فيها وادي حراض مع طريق البرود - الشريق. ويتكون جدار السد من جزأزين في الشمال الشرقي بطول 18.5 متر٬ وفي الشمال الغربي بطول 23 متر٬ أما الجزء الأوسط فقد تهدم بفعل السيول٬ وهو من النوع المتدرج٬ سمك جداره 3.5 متر٬ ربما يرجع إلى العهد الأموي٬ أو العهد العباسي. وتوجد في منطقة السد نقوش كتابية بالخط الكوفي٬ وكسر فخار٬ وممر٬ وقنوات صغيرة الحجم.